# Spezifische Absorptionsrate
SAR ist die Abkürzung für die spezifische Absorptionsrate und ein Maß für die Absorption von elektromagnetischen Feldern in einem Material. Sie führt stets zu dessen Erwärmung. Die spezifische Absorptionsrate wird als Leistung pro Masse in der Einheit W/kg ausgedrückt.

## Bestimmung
Die Spezifische Absorptionsrate lässt sich berechnen aus
1. der Feldstärke im Gewebe:[1] {\displaystyle \mathrm {SAR} ={\frac {1}{2}}{\frac {\sigma |{\vec {E}}|^{2}}{\rho }}}
2. der Stromdichte im Gewebe: {\displaystyle \mathrm {SAR} ={\frac {1}{2}}{\frac {J^{2}}{\rho \sigma }}}
3. der Temperaturerhöhung im Gewebe: {\displaystyle \mathrm {SAR} =c_{i}{\frac {dT}{dt}}}

dabei ist:
E = Elektrische Feldstärke ([E] = V/m) an einer Stelle im Inneren eines zu messenden Körpers (z. B. Messphantom).
J = Stromdichte ([J] = A/m²), hervorgerufen durch die magnetischen- und elektrischen Felder. (Der Grenzwert der Stromdichte, für Facharbeiter, liegt z. B. bei 10 mA/m². Bei normalen Personen 2 mA/m².)
ρ = Dichte des Gewebes ([ρ] = kg/m³)
σ = Elektrische Leitfähigkeit des Gewebes ([σ] = S/m)
ci = Spezifische Wärmekapazität des Gewebes ([ci] = J/kg K)
dT/dt = zeitliche Ableitung der Gewebetemperatur ([dT/dt] = K/s)

## Mobilfunkbereich
Häufig wird bei Mobiltelefonen ein SAR-Wert angegeben. Dieser liegt bei modernen Geräten ungefähr zwischen 0,10 und 1,99 W/kg. Je kleiner der SAR-Wert ist, desto geringer wird benachbartes Gewebe durch die Strahlung erwärmt. Der empfohlene oberste Grenzwert der Weltgesundheitsorganisation liegt bei 2,0 W/kg. Früher wurde der SAR-Wert für Mobiltelefone von den Herstellern unter uneinheitlichen Bedingungen bestimmt, was ihn wenig verlässlich machte. Seit Herbst 2001 existiert eine europäische Norm (EN 50361), welche die Messbedingungen genau festlegt. Im März 2007 wurde die EN 50361 durch die EN 62209-1 ersetzt.
Für die Auszeichnung eines Mobiltelefons mit dem blauen Engel ist ein maximaler SAR-Wert von 0,5 W/kg beim Betrieb am Ohr und 1,0 W/kg beim Betrieb am Körper erlaubt. Für die Auszeichnung mit dem TCO ’01 Mobile Phone-Logo liegt die Grenze bei 0,8 W/kg.
Der SAR-Wert für Mobiltelefone ist für die maximale Sendeleistung angegeben. Aufgrund der Leistungsregelung tritt im Betrieb jedoch meist ein kleinerer SAR-Wert auf, der vom jeweiligen Mobilfunknetz abhängig ist. So sendet ein Mobiltelefon in gut ausgebauten Netzen mit einer hohen Dichte von Sendemasten in der Regel mit erheblich geringerer Leistung als in schlechter ausgebauten Netzen. Entsprechend geringer ist auch die Exposition beim Telefonieren. Der Aufenthalt in Fahrzeugen und Gebäuden (insbesondere solchen aus Stahlbeton) erhöht dagegen die benötigte Sendeleistung. Die Leistungsstufen üblicher GSM-Mobiltelefone liegen je nach Empfangssituation zwischen 1 und 2000 mW und erzeugen innerhalb dieser Spanne zulässige SAR-Werte.

## Weitere technisch relevante Bereiche
Weitere Gebiete, bei denen SAR-Werte relevant sind:
- Diathermie: gewollte Gewebeerwärmung zu Heilzwecken
- Dielektrische Erwärmung: ISM-Frequenzen 13,56 und 27 MHz
- Induktive Erwärmung: nur bei Frequenzen >100 kHz Ganzkörper-SAR <0,4 W/kg bei beruflicher Exposition[4]; unterhalb dieser Frequenz gelten Grenzwerte der elektrischen und magnetischen Feldstärke auf der Basis der hervorgerufenen Stromdichte im Körper.
- Mikrowellen: Mikrowellenherd, industrielle Trocknung und Plasmaerzeugung
- Sendeanlagen: Nahfeld und Arbeiten daran. Dazu zählen Funksender, Radargeräte, aber auch HF-Generatoren zur Plasmaerzeugung, z. B. dem Hochfrequenzsputtern oder der Anregung von Gaslasern